# Compianto sul Cristo morto (Andrea del Sarto)
Il Compianto sul Cristo morto è un dipinto ad olio su tavola di Andrea del Sarto, datato intorno al 1519-1520 circa e oggi custodito al Kunsthistorisches Museum di Vienna (Austria).

## Storia
Il dipinto venne realizzato intorno al 1519-1520 da Andrea del Sarto. Esso è citato dallo storico e artista Giorgio Vasari, che  nelle sue Vite (1568) cita questo dipinto nella camera di Angelo Aretino nella basilica della Santissima Annunziata di Firenze. In merito a ciò, infatti, il Vasari scrisse:
(Giorgio Vasari, nella Vita d'Andrea del Sarto eccellentissimo pittore fiorentino)
Nel 1622 è invece individuato all'Hotel Villeroy di Parigi, poi dal 1624 al 1648 nella Collezione Buckingham, venendo venduto nel 1649. Nel 1685 è rintracciato a Praga e, infine, nel 1733 entra nelle collezioni di Vienna ed è tutt'oggi custodito nell'austriaco Kunsthistorisches Museum.

## Descrizione
L'opera è un dipinto ad olio su tavola che misura in altezza 99 cm e in larghezza 120 cm. Invece, incorniciato misura 124.2 cm in lunghezza, 146.8 cm in larghezza e 9.7 cm in profondità. È firmato dall'artista, in basso a destra, con "AND.SAR.FLO.FAB.", che si traduce letteralmente come Andrea del Sarto, fiorentino, ha fatto [questa opera].
L'opera vede in primo piano il corpo disteso di Gesù ormai morto, visto dal suo lato destro, con la testa piegata all'indietro e la bocca aperta. Il corpo è completamente nudo ad eccezione di una fascia di tessuto color rosa chiaro, che gli copre le nudità più intime.
In secondo piano sono presenti le altre tre figure del dipinto. Maria è al centro di tutta la composizione, vestita di nero e con un mantello azzurro e un velo bianco che le cinge collo e capo, lasciando scoperto solo il volto. Ai lati di Maria sono presenti due angeli. Considerando la percezione di Maria, uno è alla sua destra vestito di verde, raffigurato quasi frontalmente e che si sporge dal lato sinistro del dipinto a sorreggere con la mano destra il capo del morto; l'altro, invece, è alla sua sinistra ed è vestito di arancio e raffigurato a ¾ di schiena, con il capo rivolto verso il morto e con le mani che reggono una il mantello di Maria e un'altra una canna a cui è legata una spugna rossiccia.
Guardando alla disposizione simmetrica, il dipinto è generalmente in linea con le altre opere del Rinascimento, ma ha comunque un carattere del tutto diverso. Questo perché qui è accentuata l'espressività dei volti e la psicologia dei personaggi, a cui si uniscono la rappresentazione ravvicinata della scena e un gioco di colori contrastanti, che attirano lo spettatore.